# 주한 코트디부아르 대사관
주한 코트디부아르 대사관(프랑스어: Ambassade du Côte d'Ivoire en Corée)은 대한민국 서울특별시 중구 세종대로 55에 위치하고 있는 코트디부아르 대사관이다. 현직 주한 코트디부아르 대사는 알루 완유 외젠 비티이다.

## 역사
코트디부아르는 1961년 7월 23일 대한민국과 외교 관계를 수립했으며 대한민국은 1966년 2월 16일, 코트디부아르는 1997년 각각 상대 국가에 대사관을 개설했다.
코트디부아르는 모든 나라와 우호 관계를 맺는다는 보편성에 입각해 남북한 균형 외교를 추구하고 있지만 실제로는 대한민국의 평화통일, 남북대화 등을 지지하고 있으며 국제무대에서도 대한민국을 지지하고 있다. 대한민국과 코트디부아르는 의료기술협정, 문화협정, 경제기술협력협정, 무역협정 등을 맺었으며 인사 교류도 활발한 편이다.

## 주요 업무
주요 업무는 대한민국 정부와의 외교 교섭과 국제 협력, 경제, 통상 교섭, 양국 문화, 학술, 체육 교류 및 협력, 외교 정책 홍보, 대한민국 거주 코트디부아르 국민의 보호와 지도, 문서의 공증, 국적, 호적, 여권 및 사증 업무 등이다. 주한 코트디부아르 대사관에서는 브루나이, 말레이시아와 관련된 외교 임무를 겸임하고 있다.

## 같이 보기
- 코트디부아르의 재외공관 목록
- 대한민국 주재 외국공관 목록
- 주코트디부아르 대한민국 대사관
- 대한민국-코트디부아르 관계